# 荒井香織 (フリーライター)
荒井 香織（あらい かおる、1977年2月22日 - ）は、日本の男性フリーライター、編集者、映画プロデューサー。別表記に荒井 カオル（読み同じ）がある。

## 略歴
長野県出身。東京外国語大学ポルトガル語科出身。月刊『創』編集部を経て、2005年に独立。
2020年にヤン ヨンヒ監督と入籍。ヤン監督『スープとイデオロギー』エグゼクティブプロデューサーを務める
。

## 作品

### 著書
- 『ノンフィクションの「巨人」佐野眞一が殺したジャーナリズム : 大手出版社が沈黙しつづける盗用・剽窃問題の真相』（宝島社、2013年） ※溝口敦との共著

### 映画
- スープとイデオロギー（2022年6月11日公開、東風） - エグゼクティブ・プロデューサー ※「荒井カオル」名義